# Konrad Knopp
Konrad Knopp (alemany: Konrad Hermann Theodor Knopp)  (Berlín, 22 de juliol de 1882 - Annecy, 20 d'abril de 1957) va ser un matemàtic alemany.

## Vida i Obra
Knopp va començar els seus estudis universitaris el 1901 a la universitat de Lausana, però després d'un semestre es va traslladar a la universitat de Berlín on els va finalitzar obtenint el doctorat el 1907. Els anys posteriors va anar al Extrem Orient, fent de professor a Nagasaki, Japó, (1908-1909) i a Tsingtao, Xina, (1909-1910), a més d'estar a l'Índia. El 1911, retornat a Alemanya, va ser professor de l'Acadèmia Militar de Berlín, fins l'esclat de la Primera Guerra Mundial, en la qual va ser ferit al començament i donat de baixa en el servei.
El 1915 va ser nomenat professor de la universitat de Königsberg en la qual va romandre fins al 1926 en que va ser nomenat catedràtic a la universitat de Tubinga substituint Ludwig Maurer que es va jubilar. Knopp es va retirar el 1950. El 1918 va ser un dels fundadors de la revista Mathematische Zeitschrift de la qual va ser editor entre 1934 i 1952. Des de 1934, també va ser editor de l'Anuari de la Societat Alemanya de Matemàtiques. Knopp sembla haver estat un conservador nacionalista, amb un cert malestar per l'hegemonia nazi, que va intentar mantenir la seva disciplina allunyada de la política.
Knopp es va casar amb la pintora alemanya Gertrud Kressner i els seus nets, Willfred, Herbert i Wolfgang Spohn, també han sigut acadèmics reconeguts.
Les recerques de Knopp van ser, sobre tot, en anàlisi matemàtica, havent publicat dos llibres força coneguts sobre funcions de variable complexa i essent un especialista en sèries infinites i teoria dels límits.